# Nischni Odes
Nischni Odes (russisch Ни́жний О́дес; Komi Улыс Одес, Ulys Odes) ist eine Siedlung städtischen Typs in der Republik Komi in Russland mit 9680 Einwohnern (Stand 14. Oktober 2010).

## Geographie
Der Ort liegt etwa 300 km Luftlinie nordöstlich der Republikhauptstadt Syktywkar im westlichen Vorland des Ural. Er befindet sich am Oberlauf des namensgebenden Nischni Odes (Unterer Odes), eines rechten Nebenflusses der Ischma.
Nischni Odes gehört zum Rajon Sosnogorsk und befindet sich knapp 50 km östlich von dessen Verwaltungssitz Sosnogorsk. Es ist Sitz der Stadtgemeinde (gorodskoje posselenije) Nischni Odes, zu der außerdem die gut 50 km südöstlich am linken Petschora-Nebenfluss Welju gelegene Siedlung Konaschjol gehört.

## Geschichte
Der Ort entstand Anfang der 1960er-Jahre im Zusammenhang mit der Erschließung des Erdölfeldes Sapadno-Tebukskoje als Arbeitersiedlung. Am 24. Mai 1964 erhielt er den Status einer Siedlung städtischen Typs.

### Bevölkerungsentwicklung
| Jahr | Einwohner |
| ---- | --------- |
| 1970 | 7.017     |
| 1979 | 10.510    |
| 1989 | 12.594    |
| 2002 | 11.745    |
| 2010 | 9.680     |

Anmerkung: Volkszählungsdaten

## Verkehr
Nischni Odes liegt an der Regionalstraße von Uchta nach Wuktyl, die bei Sosnogorsk von der wichtigsten Fernstraße der Republik, der teils im Bau befindlichen Verbindung Syktywkar – Workuta abzweigt. In Sosnogorsk befinden sich auch die nächstgelegenen Bahnstationen: Sosnogorsk an der ebenfalls nach Workuta führenden Petschora-Eisenbahn sowie einige Kilometer näher die kleinere Station Sosnogorsk II an der von der Petschorabahn abzweigenden Strecke nach Troizko-Petschorsk.